# سياوغر (سقز)
قرية سياوغَر (بالكردية: سیاوگەر) هي إحدى القرى التابعة لـإمام في ريف قسم زيويه من مقاطعة سقز، في محافظة كردستان الإيرانية.

## السكان
حسب إحصاءات سنة 2006، بلغ إجمالي السكان في سياوغَر 48 نسمة وعدد المساكن 11 مسكن. لغة سكان سياوغَر هي اللغة الكردية و هم من أهل السنة والجماعة والمذهب الشافعي.